# Caçu
Caçu é um município brasileiro do estado de Goiás. Sua população em 2020 era de 16 270 habitantes, de acordo com o Instituto Brasileiro de Geografia e Estatística (IBGE). O município se localiza no extremo sudoeste goiano, entre os rios Claro, Verdinho e Paranaíba. A sede municipal encontra-se à margem direita do Rio Claro, próxima das cidades de Itarumã, Aparecida do Rio Doce, Cachoeira Alta, Quirinópolis, Paranaiguara, Itajá, Lagoa Santa, Aporé, Rio Verde e Jataí, em Goiás, e Cassilândia, em Mato Grosso do Sul. O município de Caçu limita-se com o de Santa Vitória, por meio do rio Paranaíba, na divisa entre Goiás e Minas.

## História
Localizado no Extremo Sudoeste Goiano (Subdivisão do Sudoeste), a comunidade de Caçu surgiu a partir da criação do Patrimônio do Sagrado Coração de Jesus do Rio Claro, com o propósito de se edificar uma capela na região para os ofícios religiosos presididos pelo padre Joaquim Cornélio Brom.
Segundo dados do IBGE, o desbravador da região que se tornaria o berço da cidade foi o mineiro Pedro Paula de Siqueira, que adquiriu suas propriedades locais em 1858. Pedro Paula, juntamente com seus irmãos, desbravaram uma área de terras na margem direita do Rio Claro, nas imediações do ribeirão a que deu o nome de Cassu (nome de um ribeirão de seu município de origem, Uberaba-MG).
No ano de 1894 Manoel José de Castro, vulgo Neca Borges (com a esposa Ana Custódia de Jesus, filhos e filhas, genros e noras), deixou o município de Rio Verde e se mudou para a região de Caçu, propriedade adquirida de Joaquim Rodrigues, o pai, então conhecido na região como Pantaleão.
Em sendo católica a população da Fazenda Caçu, anualmente o padre Joaquim Cornélio Brom visitava a região para a celebração dos ofícios religiosos. Em uma dessas visitas (1913), ele sugeriu a construção de uma capela para maior comodidade dos fiéis. A ideia viabilizou-se a partir de 20 de outubro de 1917, com a fundação do Patrimônio do Sagrado Coração de Jesus (padroeiro também da matriz católica da cidade de origem de Neca Borges, Uberaba-MG).
O Patrimônio do Sagrado Coração de Jesus do Rio Claro foi constituído por doação de terras por parte de Ildefonso Carneiro Guimarães, Bernardino de Sena e melo, Joaquim Pereira de Castro e Olímpio José Guimarães. O sino para a capela foi doado por João Cândido Nunes e a imagem do padroeiro foi doada por Padre Brom. Francisco Ferrari encarregou-se dos afouramentos.
Enquanto se construía a capela, de 1918 a 1920, surgiram as primeiras habitações em seu entorno, dando forma ao povoado que, por muitos anos, foi conhecido como Água Fria. Em 1924, com a criação do Distrito Judiciário de Caçu, no município de Jataí, o povoado de Água Fria foi elevado à categoria de vila, oportunidade em que recebeu o nome de Caçu. A iniciativa distrital foi por lei municipal do então vereador Manoel Inácio de Melo França, de Jataí.
A primeira escola pública (municipal) da vila de Caçu, o grupo escolar D. Pedro II (hoje colégio estadual), surgiu em 1943, na gestão do subprefeito Osório José Guimarães.
Com o crescimento da população, o então deputado estadual Serafim de Carvalho, médico em Jataí, elaborou o projeto que se converteu na lei estadual n° 772/53, criando o município, que manteve o topônimo Cassu (grafia modificada para Caçu em 1959). Com a criação do município a vila de Cassu tornou-se a sede municipal, ganhando o status de cidade.
Algumas hipóteses houve com a tentativa de justificar a mudança da grafia de Cassu para Caçu. Uma delas atribuiu a origem do nome à planta medicinal, Alcaçuz. Após um estudo realizado na Universidade Federal de Uberlândia a hipótese foi descartada. Alcaçuz é planta que só vive em regiões frias, portanto impossível que tenha havido referida planta na localidade ou em qualquer região do cerrado.
A segunda hipótese é atribuída à expressão tupi "Caá-açu", que significa "mato grande". A grafia Caçu foi publicada pela primeira vez em 1956, no livro Vila dos Confins, romance de Mário Palmério, então deputado federal residente em Uberaba-MG, onde Cassu era topônimo de rio, de fazenda, de rua e de indústria. Defensores da nova grafia (Caçu) recorrem a uma norma federal que determina uso de "ç" nos casos de topônimos de origem em língua ágrafa, no caso o tupi.
Entretanto, pesquisa do Instituto Histórico e Geográfico do Extremo Sudoeste de Goiás certificou que o vocábulo Cassu é de origem latina (ver dicionário Aurélio, verbete casso, do latim Cassu). Pelo Brasil afora constatou-se também que Cassu é nome de família, existente em alguns Estados Brasileiros (ver na internete Família Cassu).
Concluindo, o topônimo Cassu nada tem a ver com o "tupi", portanto descartada também essa hipótese.
O topônimo Caçu, que chegou a ser questionada judicialmente junto ao TJ-GO, mesmo tendo sido esclarecidos os equívocos, prevaleceu por preferência de segmentos da comunidade, com a justificativa de que o costume deve falar mais alto. E já estavam acostumados com o topônimo Caçu.

## Formação Administrativa
Ex-povoado da Água Fria cujo advento se deu com a instituição do Patrimônio do Sagrado Coração de Jesus do Rio Claro, o Distrito de Cassu foi criado por lei municipal de Jataí em janeiro de 1924. Em divisões territoriais datadas de 31-XII-1936 e 31-XII-1937, o distrito figura o município de Jataí, assim permanecendo em divisão territorial datada de 1-VII-1950. Elevado à categoria de município preservando a denominação do Distrito, Cassu, pela lei nº 722, de 16 de setembro de 1953 complementada pela lei nº 1274, de 14 de dezembro de 1953, desmembrado de Jataí. Sede no antigo distrito de Cassu.  Constituído do distrito sede. Instalado em 1 de janeiro de 1954. Em 1959, por recomendação do IBGE, mudou sua grafia de Cassu para Caçu. Em divisão territorial datada de 1-VII-1960, o município é constituído do distrito sede. Assim permanecendo em divisão territorial datada de 2007. A comarca de Caçu foi instalada dia 2 de dezembro de 1971.

## Economia
As principais rendas do município de Caçu são a pecuária e a agricultura, ultimamente diversificando-se para a indústria (principalmente de etanol), o comércio e serviços.

## Cultura
A cidade de Caçu é um polo de cultura em Goiás, com destaque, sobretudo, para a literatura e as artes plásticas. A Alesg-Academia de Letras do Extremo Sudoeste de Goiás tem sede em Caçu e diversos de seus autores já ultrapassaram as fronteiras do Estado, o mesmo ocorrendo com representantes das artes plásticas. O Conselho Municipal de Cultura marcou a atividade literária caçuense no Brasil, com a promoção de concursos literários, ressaltando-se o Concurso Nacional de Literatura Revelações do III Milênio, durante quatro anos seguidos, com a publicação de quatro antologias com os melhores trabalhos dos concursos realizados. A música também tem seus valores, com diversos cantores (alguns compositores) com trabalhos já gravados.
Caçu tem três emissoras de rádio, revistas e jornais impressos, com destaque para o Jornal da Terra, editado deste janeiro de 1996.

### Bairros
- Centro
- Setor Rio Claro
- Setor Junqueiroz
- Setor Junqueiroz II
- Setor Aeroporto
- Vila Martins
- Jardim Aguiar
- Setor Rio Claro
- Setor Morada dos Sonhos
- Setor São Paulo
- Conjunto Boa Vista
- Conjunto Arco-íris
- Bairro Santa Luzia
- Jardim Água Fria
- Vila São João
- Setor Vale do Sol
- Setor Vale do Sol II
- Setor Industrial
- Setor Industrial II